# L’École du diable
L’École du Diable ist ein Theaterstück von Éric-Emmanuel Schmitt. Es besteht aus nur einem einzigen Akt und wurde für eine Abendveranstaltung von Amnesty International geschrieben und am 9. Dezember 1994 aufgeführt. Das Stück wurde 2012 vom Ensemble Flunderboll im Theater die hinterbuehne in Hannover erstmals offiziell in Deutschland präsentiert.

## Inhalt
Der Teufel leidet an schweren Depressionen, da er seine Macht auf der Erde verschwinden sieht. Die Menschheit ist auch ohne seinen Einfluss schlecht. Was kann er also machen? Drei seiner Schergen bringen ihm Genesung durch drei Ideen, wie das Böse neue Macht über die Menschen gewinnen kann. Den Idealismus, den Pragmatismus und den Psychologismus. Diese drei Theorien sind der Ausgangspunkt für das hinterhältige Schlechte in den modernen Ansichten der Menschen.

## Verfilmung
L’École du Diable wurde 2005 von einer deutschen Filmproduktion als Kurzspielfilm adaptiert. Die Filmproduktion heißt Senffilm Produktion. Der Titel wurde beibehalten, bloß mit der deutschen Übersetzung als Untertitel versehen: L’Ecole du Diable – Des Teufels Schule.